# Gastrimargus hyla
Gastrimargus hyla is een rechtvleugelig insect uit de familie veldsprinkhanen (Acrididae). De wetenschappelijke naam van deze soort is voor het eerst geldig gepubliceerd in 1928 door Sjöstedt.